# Handarbeitsgewebe
Ein Handarbeitsgewebe ist ein Spezialgewebe für Handstickereien, auf denen Handarbeitstechniken wie z. B. Kreuzstich, Hardanger, Hohlsaum, gezählte Zierstiche gestickt werden.
Das Gewebe muss quadratisch gewebt sein, d. h. in Kette und Schuss exakt die gleiche Fadenzahl besitzen. Die quadratische Struktur sollte auch nach dem Waschen erhalten bleiben. Weiterhin sollte das Gewebe so offen sein, dass die Fäden leicht ausgezählt werden können. Eine klare Gewebestruktur erleichtert das Besticken.
Zu den Handarbeitsgeweben gehören:
- Stramin
- Aida
- Kanevas